# 크리스천 셰퍼드
닥터 크리스천 셰퍼드(Dr. Christian Shephard)는 미국의 방송국 ABC의 텔레비전 시리즈 로스트의 조연 등장인물로 존 테리가 연기하였다. 그는 오세아닉 815편이 섬이 추락한 후 생존자들의 리더가 되는 잭 섀퍼드와 클레어 리틀턴의 아버지로 비행기가 이륙하기 며칠 전 알코올 중독으로 인한 심장 마비로 인해 사망한다. 생전의 모습은 극 중 플래시백에서 잘 나타난다. 시즌 4와 시즌 5에서 그는 섬에서 여러 번 모습을 나타내 디 아더스와 제이콥의 메신저 역할을 하는 듯 보였으나 시즌 6에서 815편이 추락한 직후부터 맨 인 블랙이 계속 그의 역할을 한 것으로 밝혀진다.